# 普里布爾 (印地安納州)
普里布爾（英語：Preble）是位於美國印地安納州亞當斯縣的一個非建制地區。該地的面積和人口皆未知。

## 地理
普里布爾的座標為40°49′52″N 85°00′53″W / 40.83111°N 85.01472°W，而該地的平均海拔高度為248米（即814英尺）。